# 郵政省
郵政省（ゆうせいしょう、Ministry of Posts and Telecommunications, MPT。ただし設置当初の英称はMinistry of Postal Services）は、かつて存在した日本の行政機関である。国家行政組織法と郵政省設置法に基づき、郵便事業・郵便貯金事業・簡易保険事業ならびに電気通信・電波・放送に関する行政を取扱っていた。長は郵政大臣。2001年（平成13年）1月6日に行われた中央省庁再編によって総務省と郵政事業庁となった。

## 来歴
- 1949年（昭和24年）6月1日 - 逓信省の二省（郵電）分離に伴い、電気通信省とともに郵政省が設置された[8]。
- 1952年（昭和27年）8月1日 - 電気通信省の日本電信電話公社への移行、総理府電波監理委員会の廃止に伴い、電気通信監督行政、電波監理行政を新たに所管した。
- 2001年（平成13年）1月6日 - 中央省庁再編の実施に伴い、郵便・簡易保険・貯金の各事業を郵政事業庁へ分割。情報通信部門と郵政企画管理局とを自治省・総務庁と統合。総務省が発足し、郵政省は廃止された。

## 旧本庁舎（飯倉ビル）と沿革

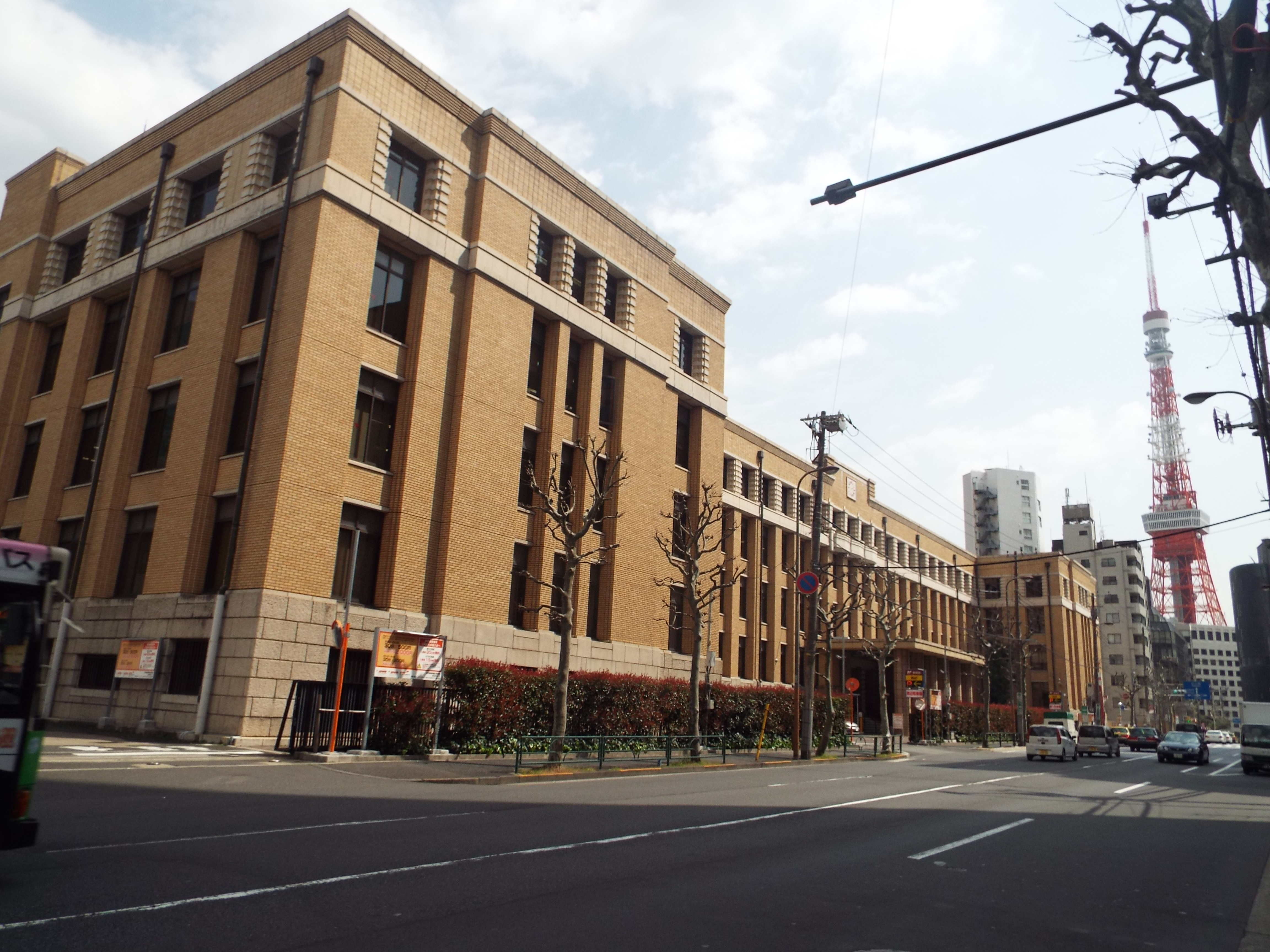
設立当初の郵政省本庁舎(2019年に解体)

設置当初は、港区飯倉町（現在の麻布台）に所在した1930年（昭和5年）竣工の逓信省貯金局庁舎を、引き続き郵政本省庁舎として使用した。なお、設置以前の1945年（昭和20年）、東京大空襲で被災した麻布郵便局がこの庁舎に仮住まいの後、正式に入居している。

俗称については、外苑東通りを介した反対側の駐日ロシア大使館一帯の地名である「狸穴」と呼ばれ、他の省庁が集積している霞が関へ行くのにバスを使わなければならなかったこと、三公社五現業のひとつである郵政三事業を取扱う「現業官庁」であったが故、「三流（もしくは四流）官庁」「狸穴の田舎者」と揶揄され、中央省庁の中でも格下に見られていた不遇な時代が長く続いた。

しかし、後に内閣総理大臣にまで上り詰めた田中角栄が郵政大臣に就任したことを契機として、本省は1969年（昭和44年）7月に霞が関（日本郵政ビルを経て現・環境省庁舎）へ移転した。1984年（昭和59年）7月、電気通信政策局・電波監理局の二つだった政策担当局を、情報化社会の到来とともに、通信政策局・電気通信局・放送行政局のテレコム三局に拡充させ、電気通信・電波放送行政を担う省庁として、「現業官庁」から「政策官庁」への脱皮として注目されるようになった。これにより、産業の育成を目的とする通商産業省と、情報通信分野における主導権争いを演じた。
本省が霞が関へ移転した後も、飯倉の旧本省庁舎は、長きに渡り「飯倉分館」として本省（後の郵政事業庁、日本郵政公社）の一部部局、地方支分部局（関東郵政監察局）及び施設等機関（郵政研究所）の執務場所として使用され続けたほか、一時は国土庁（当時）や総務省関東総合通信局の一部部局が入居していた時期もあった。
しかし、東京都千代田区大手町にあった日本郵政公社東京支社（旧東京郵政局）が2005年（平成17年）5月に飯倉分館に移転、この建物を東京支社社屋として使用することとなったため、「飯倉分館」としての役目は終えたが、建物自体は民営化された後2019年（平成31年）まで、「日本郵政グループ飯倉ビル」として大部分を日本郵便株式会社東京支社として使用され続けていた。
その後、日本郵政グループ・森ビル等で構成する虎ノ門・麻布台地区市街地再開発組合が当地を含む一帯を再開発する 「虎ノ門・麻布台地区第一種市街地再開発事業（麻布台ヒルズ）」の開始に伴い、2018年（平成30年）11月19日にビル内の麻布郵便局が麻布台1-7-3に移転したのを肇めに、日本郵便東京支社が赤坂1-14-14の第35興和ビルに（専用郵便番号も〒106-8797から、赤坂局管内に移転した為〒107-8797に変更）、東京共通事務集約センターは中野区の落合郵便局内（専用郵便番号は〒161-8797）にそれぞれ移転した。
2019年3月、清水建設が解体作業に着手、同年8月5日に再開発事業が着工し、2023年11月に森JPタワーが開業した。

## 組織

### 幹部
- 郵政大臣
- 郵政総括政務次官
- 郵政政務次官
- 郵政事務次官
- 郵政審議官[12]

### 内部部局
- 大臣官房 - 秘書課、総務課、主計課、企画課、人事部、財務部、施設部、国際部、首席監察官
  - 人事部 - 管理課、人事課、要員給与課
  - 財務部 - 企画課、資材課、情報システム課
  - 施設部 - 管理課、建築企画課、建築業務課、設備課
  - 国際部 - 国際政策課、国際経済課、国際協力課
- 郵務局 - 総務課、企画課、経営計画課、営業課、国際課、輸送企画課、機械情報システム課、集配業務課
- 貯金局 - 総務課、経営企画課、経営計画課、業務課、営業課、資金運用課、電子計算計画課
- 簡易保険局 - 総務課、企画業務課、経営計画課、営業計画課、資金運用課、経営数理課、加入者福祉企画課、電子計算システム課
- 通信政策局 - 総務課、政策課、通信事業振興課、地域通信振興課、技術政策課、通信規格課、技術開発推進課、情報企画課、宇宙通信政策課
- 電気通信局 - 総務課、電気通信事業部、電波部
  - 電気通信事業部 - 事業政策課、業務課、データ通信課、電気通信技術システム課、高度通信網振興課
  - 電波部 - 計画課、電波利用企画課、基幹通信課、移動通信課、衛星移動通信課、電波環境課
- 放送行政局 - 総務課、放送政策課、放送技術政策課、地上放送課、衛星放送課、国際・特別地上放送課、有線放送課

### 審議会等
- 郵政審議会
- 簡易生命保険審議会
- 電気通信審議会
- 電波監理審議会
- 電気通信技術審議会

### 施設等機関
- 郵政研究所 - 2003年（平成15年）4月1日に郵政事業の調査研究機能は公社の郵政総合研究所、情報通信政策の調査研究機能は情報通信政策研究所へ引き継がれた）
- 病院及び診療所
- 職員訓練所（郵政研修所、郵政大学校、電気通信研修所）
- 通信総合研究所（旧・逓信省電気試験所→郵政省電波研究所、現在の独立行政法人情報通信研究機構）

### 地方支分部局
- 地方郵政監察局
- 地方郵政局
  - 貯金事務センター（旧・地方貯金局）
  - 簡易保険事務センター（旧・地方簡易保険局）
- 地方電気通信監理局
- 沖縄郵政管理事務所
- 郵便局

## 郵政事務次官
| 氏名         | 在任期間                               | 前職             | 退任後の役職                                                                                       |
| ------------ | -------------------------------------- | ---------------- | -------------------------------------------------------------------------------------------------- |
| 大野勝三     | 1949(昭和24).6.1 - 1954(昭和29).2.1    |                  | 国際電信電話社長 エフエム東京社長                                                                  |
| 中村俊一     | 1954(昭和29).2.1 - 1955(昭和30).8.9    | 経理局長         | |
| 宮本武夫     | 1955(昭和30).8.9 - 1956(昭和31).9.21   | 大臣官房人事部長 | |
| 小野吉郎     | 1956(昭和31).9.21 - 1959(昭和34).4.24  | 簡易保険局長     | NHK会長                                                                                            |
| 加藤桂一     | 1959(昭和34).4.24 - 1961(昭和36).6.16  | 貯金局長         | 簡易保険郵便年金福祉事業団理事長                                                                   |
| 大塚茂       | 1961(昭和36).6.16 - 1962(昭和37).5.15  | 貯金局長         | 新東京国際空港公団総裁                                                                             |
| 西村尚治     | 1962(昭和37).5.15 - 1964(昭和39).6.26  | 郵務局長         | 参議院議員 総理府総務長官・沖縄開発庁長官                                                          |
| 佐方信博     | 1964(昭和39).6.26 - 1965(昭和40).6.1   | 郵務局長         | 富士重工業副社長                                                                                   |
| 田中鎮雄     | 1965(昭和40).6.1 - 1966(昭和41).7.1    | 簡易保険局長     | |
| 長田裕二     | 1966(昭和41).7.1 - 1967(昭和42).7.28   | 郵務局長         | 参議院議員 科学技術庁長官、参議院議長                                                              |
| 浅野賢澄     | 1967(昭和42).7.28 - 1969(昭和44).11.21 | 電波監理局長     | フジテレビ社長、会長                                                                               |
| 曾山克巳     | 1969(昭和44).11.21 - 1971(昭和46).7.2  | 郵務局長         | NEC副社長 エフエムジャパン社長                                                                     |
| 竹下一記     | 1971(昭和46).7.2 - 1973(昭和48).7.13   | 郵務局長         | 簡易保険郵便年金福祉事業団理事長 熊本県民テレビ社長、会長                                          |
| 溝呂木繁     | 1973(昭和48).7.13 - 1975(昭和50).7.15  | 郵務局長         | 日本衛星放送社長                                                                                   |
| 石井多加三   | 1975(昭和50).7.15 - 1977(昭和52).7.19  | 郵務局長         | 郵便貯金振興会理事長 国際電信電話社長                                                              |
| 廣瀬弘       | 1977(昭和52).7.19 - 1978(昭和53).7.1   | 郵務局長         | 日本郵便逓送社長 通信・放送衛星機構理事長                                                          |
| 神山文男     | 1978(昭和53).7.1 - 1980(昭和55).4.8    | 郵務局長         | 簡易保険郵便年金福祉事業団理事長 テレビユー福島社長                                                |
| 淺尾宏       | 1980(昭和55).4.8 - 1982(昭和57).7.7    | 簡易保険局長     | 郵便貯金振興会理事長 簡易保険郵便年金福祉事業団理事長                                              |
| 守住有信     | 1982(昭和57).7.7 - 1984(昭和59).8.21   | 電気通信政策局長 | 郵便貯金振興会理事長 参議院議員                                                                    |
| 小山森也     | 1984(昭和59).8.21 - 1986(昭和61).6.17  | 電気通信局長     | 通信・放送機構理事長                                                                               |
| 澤田茂生     | 1986(昭和61).6.17 - 1988(昭和63).6.3   | 電気通信局長     | 日本電信電話会長                                                                                   |
| 奥山雄材     | 1988(昭和63).6.3 - 1989(平成元).6.30   | 電気通信局長     | 簡易保険福祉事業団理事長 第二電電会長兼社長、ディーディーアイ社長 KDDI社長、電気通信事業者協会会長 |
| 塩谷稔       | 1989(平成元).6.30 - 1990(平成2).6.29   | 電気通信局長     | （財）日本データ通信協会理事長                                                                     |
| 中村泰三     | 1990(平成2).6.29 - 1992(平成4).6.23    | 通信政策局長     | 簡易保険福祉事業団理事長 国際電信電話会長                                                          |
| 森本哲夫     | 1992(平成4).6.23 - 1993(平成5).7.1     | 電気通信局長     | 通信・放送機構理事長                                                                               |
| 白井太       | 1993(平成5).7.1 - 1994(平成6).7.1      | 電気通信局長     | 簡易保険福祉事業団理事長 通信・放送機構理事長                                                      |
| 松野春樹     | 1994(平成6).7.1 - 1996(平成8).7.1      | 電気通信局長     | （財）日本データ通信協会理事長 日本電信電話副社長                                                  |
| 五十嵐三津雄 | 1996(平成8).7.1 - 1998(平成10).6.19    | 電気通信局長     | 簡易保険福祉事業団理事長 KDDI代表取締役会長                                                        |
| 谷公士       | 1998(平成10).6.19 - 2001(平成13).1.5   | 電気通信局長     | 人事院総裁                                                                                         |

## 郵政審議官
| 氏名       | 在任期間                             | 前職         | 退任後の役職                                                      |
| ---------- | ------------------------------------ | ------------ | ----------------------------------------------------------------- |
| 山口憲美   | 1996(平成8).7.1 - 1997(平成9).7.4    | 通信政策局長 | 宇宙通信副社長 日本電子総合サービス社長                           |
| 楠田修司   | 1997(平成9).7.4 - 1998(平成10).6.19  | 放送行政局長 | J-WAVE社長、会長                                                  |
| 長谷川憲正 | 1998(平成10).6.19 - 1999(平成11).7.6 | 郵務局長     | 駐フィンランド兼エストニア特命全権大使 参議院議員、総務大臣政務官 |
| 品川萬里   | 1999(平成11).7.6 - 2000(平成12).6.27 | 放送行政局長 | NTTデータ副社長 郡山市長                                          |
| 濱田弘二   | 2000.(平成12)6.27 - 2001(平成13).1.5 | 郵務局長     | 総務審議官（国際担当）                                            |

## 中央省庁再編後の組織の変遷

### 郵政行政
総務省の内部部局「郵政企画管理局」
郵政事業における制度の企画立案、経営の基本的事項等に関することを所掌。
2003年（平成15年）4月1日の日本郵政公社設立とともに名称を「郵政行政局」と改め、併せて規模が縮小された。
総務省の外局「郵政事業庁」
郵政事業の実施に関することを所掌。
2003年（平成15年）4月1日に国が設置する特殊法人「日本郵政公社」として総務省より独立し、2007年（平成19年）10月1日には日本郵政グループとして民営化された。
総務省「郵政公社統括官」
郵政事業庁を日本郵政公社へと円滑に移行するため、公社設立までの時限で局長級の郵政公社統括官が置かれた。
総務省の内部部局 「郵政行政部」
情報流通行政局の下部組織として発足

### 電気通信・放送行政
総務省の内部部局「情報通信政策局」
通信政策局と放送行政局の統合により発足。のちに再編。
総務省の内部部局「総合通信基盤局」
電気通信局と大臣官房国際部の統合により発足。
総務省の内部部局 「情報通信国際戦略局」
情報通信政策局と総合通信基盤局国際部の統合により発足。2017年に廃止され、国際戦略局が新たに発足した。
総務省の内部部局 「情報流通行政局」
情報通信政策局と郵政行政局の統合により発足。

## 関連施設
かつて郵政省の管轄だったが現在は下記の関連病院となっている。

### 日本郵政（JP）

#### 現存
- 東京逓信病院

#### 廃止
- 札幌（南）逓信病院 - 2017年（平成29年）に事業譲渡し、現晴生会さっぽろ南病院
- 仙台逓信病院 - 2015年（平成27年）に事業譲渡し、現イムス明理会仙台総合病院
- 横浜逓信病院 - 2017年（平成29年）に事業譲渡し、現済生会東神奈川リハビリテーション病院
- 新潟逓信病院 - 2015年（平成27年）に事業譲渡し、現新潟万代病院
- 富山逓信病院 - 2019年（平成31年）に事業譲渡し、現富山市立富山まちなか病院
- 名古屋逓信病院 - 2019年（平成31年）に事業譲渡し、現AOI名古屋病院
- 京都逓信病院 - 2022年（令和4年）に事業譲渡し、現京都新町病院
- 大阪北逓信病院 - 2016年（平成28年）に閉鎖
- 神戸逓信病院 - 2015年（平成27年）に事業譲渡し、現神戸平成病院
- 徳島逓信病院 - 2017年（平成29年）に事業譲渡し、現徳島平成病院
- 広島逓信病院 - 2022年（令和4年）に事業譲渡し、現広島はくしま病院
- 福岡逓信病院 - 2019年（平成31年）に事業譲渡し、現福岡中央病院
- 鹿児島逓信病院 2017年（平成29年）に国立病院機構鹿児島医療センターと機能統合して閉鎖

### 郵政省以外の逓信病院
上記の郵政省管轄の病院と同様、元々は旧・逓信省の下で発足した経緯があり、逓信省が2分省化された際に以下の病院は電気通信省の管轄とされたものであり、のちに同省の公社化に伴って日本電信電話公社（電電公社）附属病院となった。ただし、一部の病院に関しては電気通信省または電電公社時代に設立されたものもあるが、名称は他の病院と同様に「逓信病院」を名乗っていた。
- 札幌逓信病院（現・NTT東日本札幌病院）
- 東北逓信病院（現・東北医科薬科大学若林病院）
- 関東逓信病院（現・NTT東日本関東病院）
- 長野逓信病院（現・朝日ながの病院）
- 伊豆逓信病院（現・NTT東日本伊豆病院）
- 東海逓信病院（現・大須病院）
- 金沢逓信病院（現・恵寿金沢病院）
- 大阪逓信病院（現・第二大阪警察病院）
- 京都南逓信病院（現・洛和会東寺南病院）
- 高松逓信病院（現・オリーブ高松メディカルクリニック）
- 松山逓信病院（現・松山まどんな病院）
- 長崎逓信病院（のちの長崎あじさい病院。現在は閉院）
- 熊本逓信病院（現・くまもと森都総合病院）

札幌逓信病院は郵政省が設置した札幌(南)逓信病院とは別の病院である。同様に、京都南逓信病院も郵政省に属した京都逓信病院とは別の病院である。
高松逓信病院は電気通信省時代に、東北逓信病院・東海逓信病院・関東逓信病院は電電公社発足後に設立された病院であり、いずれも旧逓信省・郵政省には属した事がない。
ただし、13病院とも、電電公社およびNTTグループの企業立病院の時代から、郵政省職員の利用が可能であった。